# Entwaldung

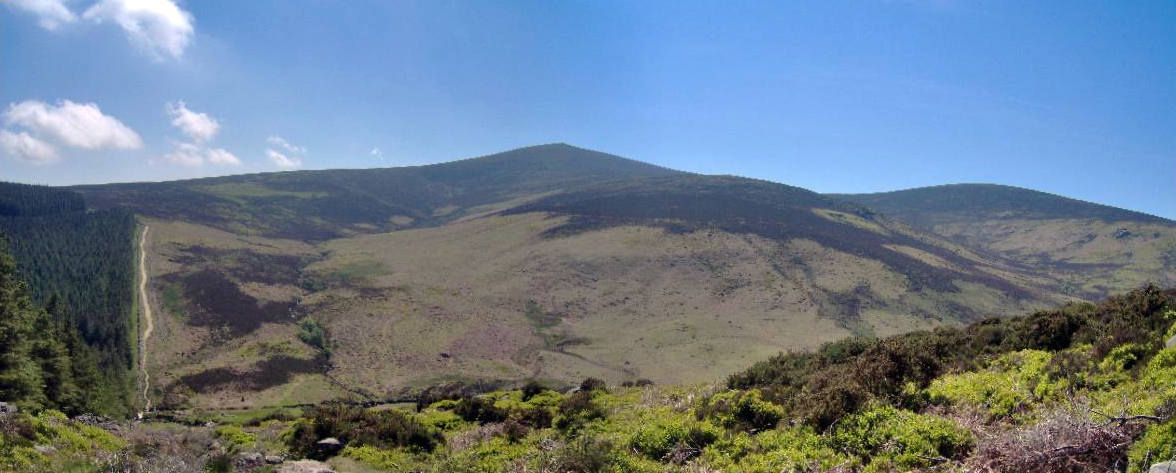
Der Wald am Djouce Mountain wurde wie ein Großteil des irischen Waldes im 17. und 18. Jahrhundert gerodet, um Holz für den Schiffbau zu gewinnen

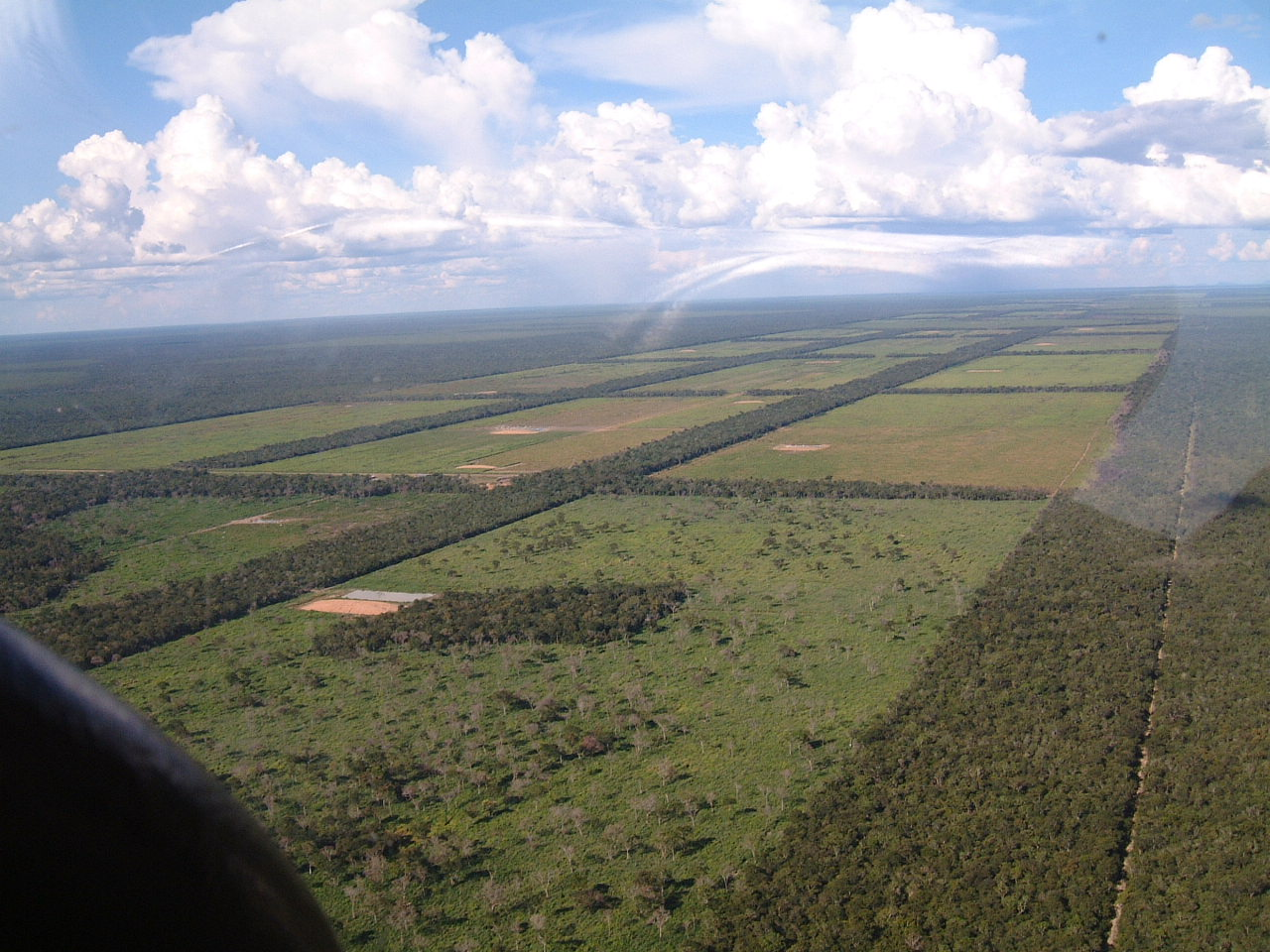
Entwaldung im Gran Chaco, Paraguay

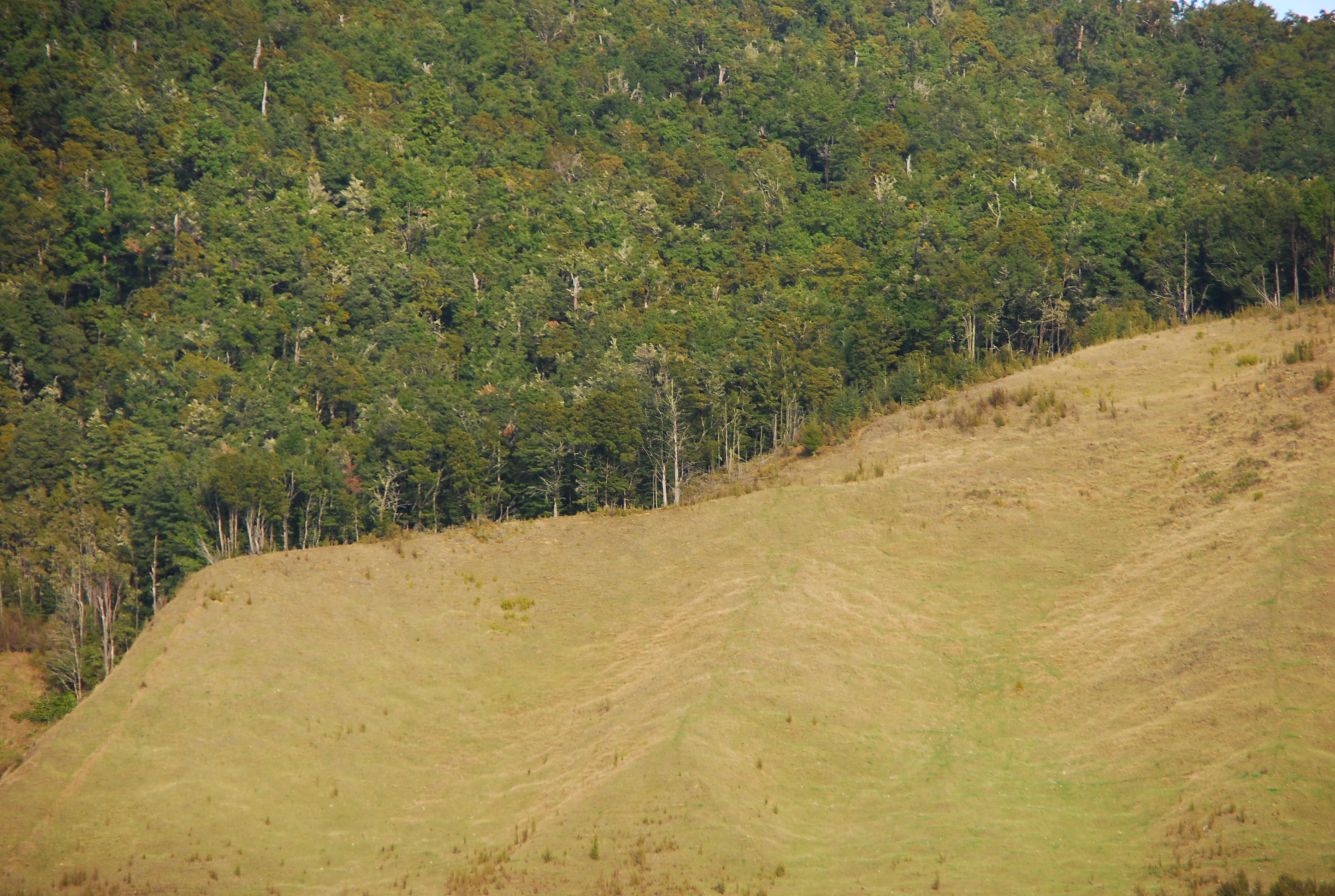
Entwaldung in Neuseeland (Südinsel, Distrikt Tasman – West Coast)

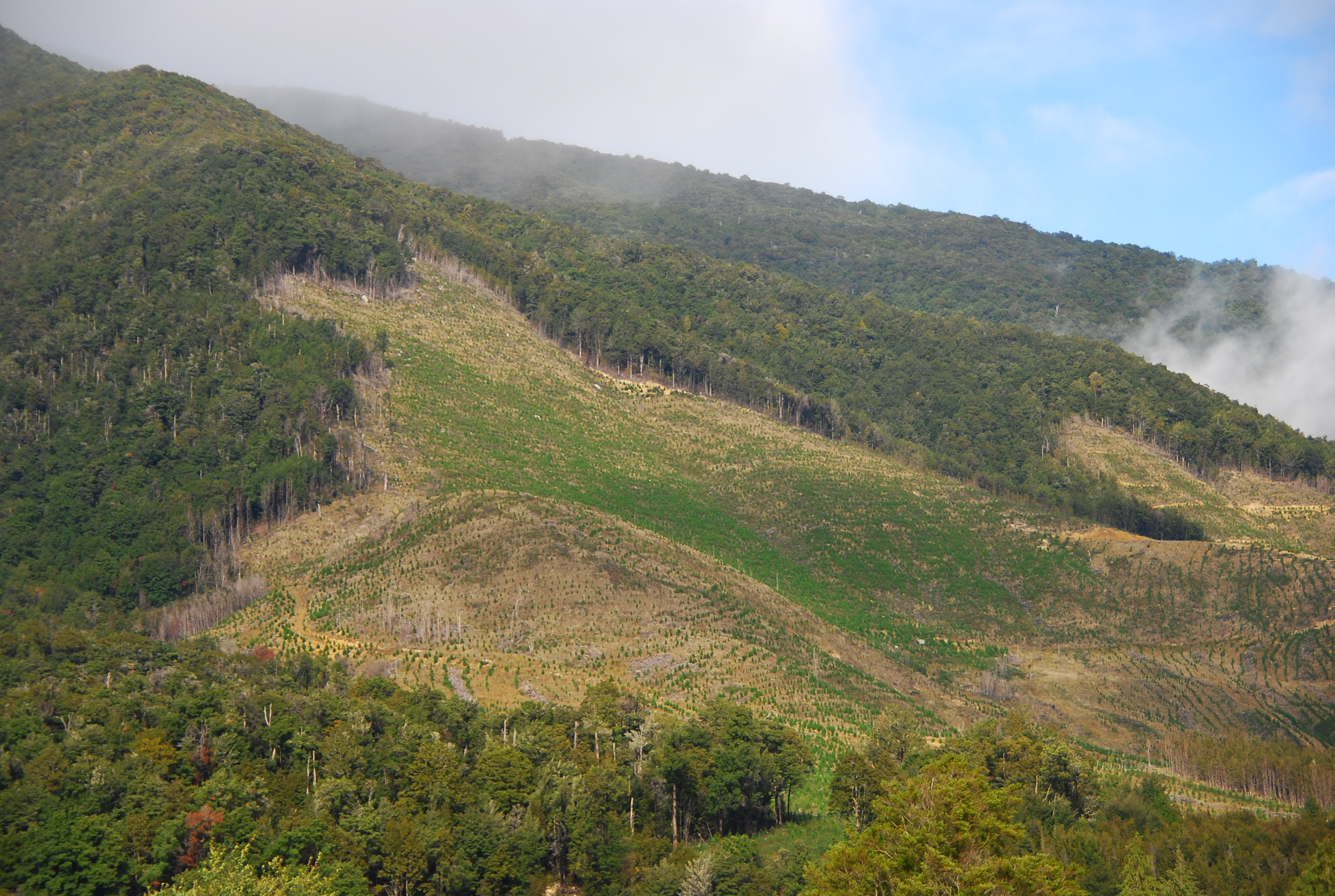
Entwaldung in Neuseeland (Südinsel, Distrikt Tasman – West Coast)

Entwaldung ist die Umwandlung von Waldflächen hin zu anderen Landnutzungsformen. Das bestehende Wald-Ökosystem wird dabei durch ein anderes, nicht standorttypisches Ökosystem ersetzt (siehe Anthropogenes Biom). Dadurch gehen die meisten Lebensräume (Habitate) der ursprünglich dort lebenden Arten sowie die sozio-ökonomischen Funktionen des Waldes für den Menschen verloren. Lokale Gemeinschaften, die den Wald traditionell nutzen oder gänzlich von ihm abhängig sind, werden destabilisiert.
Entwaldung ist zudem gemeinsam mit der Verbrennung fossiler Brennstoffe eine der maßgeblichen Ursachen für die durch den Menschen verursachte globale Erwärmung. Im September 2019 stellte ein Bericht von 25 Umweltorganisationen zum weltweiten Zustand der Wälder fest, dass die globalen Verluste von Wäldern stark zugenommen haben. Im Jahr 2017 verringerte sich die Waldfläche weltweit um 29,4 Millionen Hektar, also 294.000 km². Im Zeitraum 2000 bis 2012 gingen insgesamt 2,3 Millionen km² Wald verloren.

## Ursachen und Erscheinungsformen

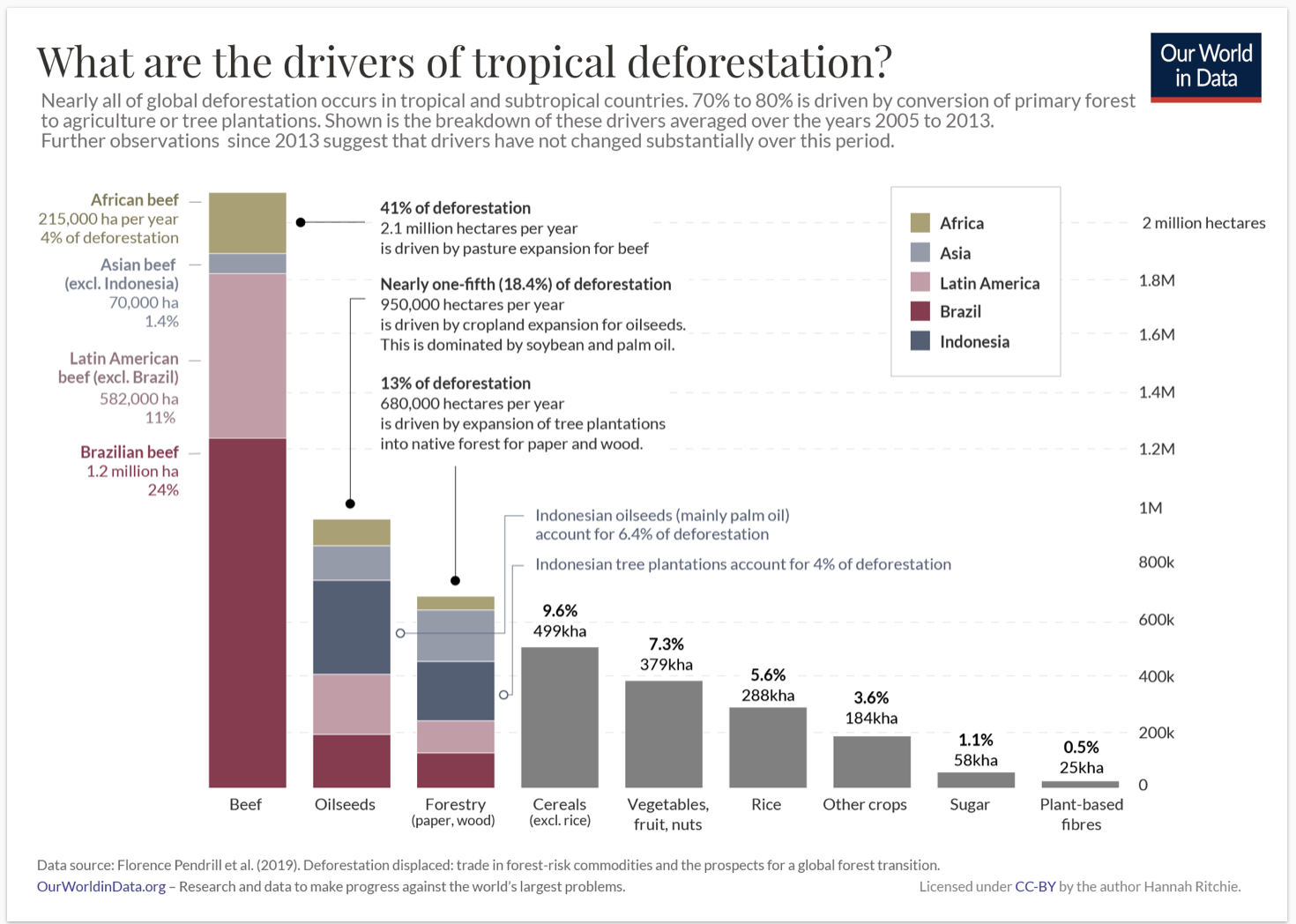
Ursachen der tropischen Entwaldung

### Systemcharakter
Das Schwinden von Waldflächen weltweit ist nicht monokausal erklärbar. Ein Geflecht unterschiedlicher Ursachen und Wechselwirkungen zwischen dem Menschen beziehungsweise der sich entwickelnden Gesellschaft einerseits, und den von ihm genutzten Lebensgrundlagen wie dem Wald andererseits bedingt einen Systemcharakter der Umwelt.
Hierbei können Faktoren verschiedener Qualität identifiziert werden: Entwaldung kann aus Vernunfterwägungen heraus willentlich herbeigeführt werden. Sie kann jedoch auch eine unbeabsichtigte Folge nicht nachhaltiger Bewirtschaftung von Wald sein, wenn also das Wissen über die Konsequenzen menschlichen Handelns fehlt oder die Zerstörung von Wald, bedingt durch Armut oder kurzfristiges Gewinndenken, wissentlich in Kauf genommen wird. Entwaldung kann letzten Endes aber auch auf Fremdeinflüsse wie Schadstoffeinträge zurückzuführen sein.
Als Triebkräfte stehen Entwicklungen wie das schnelle Anwachsen der Weltbevölkerung hinter den unmittelbaren Ursachen der Entwaldung. Die Zunahme der Bevölkerung ist allgemein verbunden mit einem Anstieg der Entwaldungsrate, obgleich die Interaktionsmuster komplexer sind. Man rechnet damit, dass mit einem prognostizierten Anstieg der Weltbevölkerung auf neun bis zehn Milliarden Menschen im Jahr 2050, ein Großteil davon in tropischen Ländern, den Entwaldungsdruck weiter erhöhen wird. Des Weiteren spielen politische und soziale Rahmenbedingungen eine Rolle, das Wirtschaftssystem, technologische Entwicklungen, gesellschaftliche Normen und Werte.

### Gezielte Umwandlung
Ist eine Umwandlung bestehender Wälder zu einer anderen Landnutzungsform beabsichtigt, werden die Wälder gerodet, oft durch kontrolliertes Abbrennen (Brandrodung), aber auch durch Kahlhiebe.
In Europa erfolgt die Umwandlung von Wald heute in der Regel nur noch für Bauprojekte. In Nordamerika und Nordasien werden Waldflächen für den Bergbau beziehungsweise die Förderung von fossilen Energieträgern wie Erdöl, Erdgas oder Teersand gerodet. In Lateinamerika, Afrika und Südostasien wird auf den gerodeten Flächen meist Landwirtschaft betrieben. Oft handelt es sich bei den angebauten Pflanzen, vor allem in Südamerika, um Soja für die Tierfutterherstellung oder, im Falle Indonesiens, um Palmen, aus denen Palmöl oder Palmherzen hergestellt werden. Wenn die Flächen für Plantagen aus schnellwüchsigen Baumarten genutzt werden, so handelt es sich meistens um Eukalyptusarten oder um Kiefern, dabei besonders Monterey-Kiefer. Das Holz findet vor allem bei der Papierherstellung Verwendung, die besonders in den letzten Jahren den Umwandlungsdruck auf Primärwälder (beziehungsweise den Nutzungsdruck im Falle borealer Wälder), gemeinsam mit der steigenden Nachfrage nach Biotreibstoffen, sehr erhöht hat. Neben industriellen Großprojekten bewirkt auch kleinmaßstäblicher Wanderfeldbau in Lateinamerika und Madagaskar Entwaldung.
Die Umwandlung von Waldflächen geschieht aus ökonomischen Erwägungen heraus. Eine Eigenschaft vieler Güter des Dienstleisters Wald ist, dass sie keine Märkte haben, die den Erhalt von Wäldern rentabel machen. Dies sind insbesondere die CO2-Speicherung und -sequestrierung, Tourismus und genetisches Material.

### Illegale und unbeabsichtigte Entwaldung
Der illegale Holzeinschlag ist eine der Haupttriebkräfte für Entwaldung. Die illegale Abholzung und den Handel mit gestohlenem Nutzholz haben internationale Gremien wie G8, EU, Interpol und das Umweltprogramm der Vereinten Nationen als Umweltkriminalität klassifiziert.
Durch falsche Bewirtschaftung werden Wälder überansprucht und degenerieren, beziehungsweise verlieren die Fähigkeit zur Regeneration. Ein degenerierter Wald ist auch anfälliger bei Waldbränden. Ein im Jahr 2008 von der Heinrich-Böll-Stiftung veröffentlichter Artikel nannte verschiedene Arten von nicht beabsichtigten Waldbränden als Mitursachen der Entwaldung in Amazonien und die Degradierung als einen begünstigenden Faktor:

„Absichtlich gelegtes Feuer ist ein Instrument der Entwaldung. Ein Teil der Entwaldung aber geht auf das Konto nicht beabsichtigter Feuer, sprich Waldbrände. Diese können ein reines Naturphänomen sein (nach Blitzeinschlag), sie können durch das Ausufern beabsichtigter Feuer verursacht werden, sie können aber auch durch die Degradierung des Waldes durch selektiven Holzeinschlag oder durch Klimawandel begünstigt sein.“

Weitere mögliche Ursachen für unbeabsichtigte Entwaldung sind Schadstoffimmissionen, die zu Waldschäden bis hin zum Waldsterben führen, sowie die schrittweise Degradierung durch Beweidung, intensive Brennholzgewinnung durch die Bevölkerung und andere Formen des Nährstoffentzugs, die eine Entkoppelung der Stoffkreisläufe bewirken.
Die effiziente nachhaltige Bewirtschaftung von Wäldern ist nur möglich, wenn die Eigentumsrechte am Wald vollständig geklärt, exklusiv, gesichert und übertragbar sind, da sonst Konflikte um Grenzen, Zutritt und Nutzen entstehen, und die Ressourcenallokation ineffizient gestaltet wird.

### Natürliche Ursachen

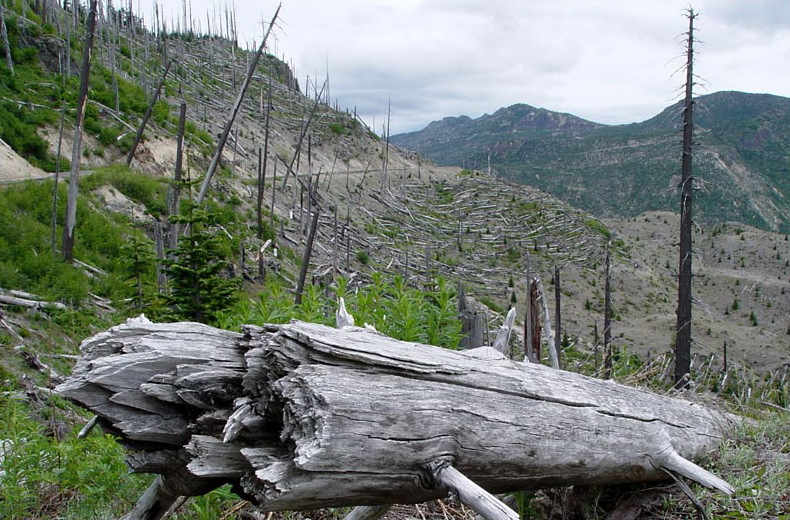
Natürliche Entwaldung am Mount St. Helens (2003), 23 Jahre nach der Eruption im Jahr 1980

Ein Teil der Entwaldung ist auf Naturkatastrophen zurückzuführen. Waldbrände und Stürme sind hier zu nennen, aber auch Kahlfraß durch Insekten. Die Bedeutung von Waldbränden, Dürren und Tropenstürmen als Faktoren der Entwaldung nimmt tendenziell zu, da der Klimawandel solche Ereignisse wahrscheinlicher macht und zugleich bewirkt, dass sie heftiger ausfallen.
Einzelne große Vulkanausbrüche waren mit der Vernichtung von Wald verbunden. Beim Ausbruch des Mount St. Helens 1980 wurden etwa 600 Quadratkilometer Wald zerstört.

## Historische Entwicklung

Langfristige Änderung der Landnutzung

Man schätzt, dass vor dem Übergang des Menschen zur Sesshaftigkeit und somit dem Ackerbau etwa 6,2 Milliarden Hektar der Erdoberfläche mit Wald bedeckt waren. Heute sind 3,5 bis 3,9 Milliarden Hektar als Waldfläche definiert (die Zahlen variieren aufgrund unterschiedlicher Definitionen von Wald). Zu Entwaldungen größeren Ausmaßes kam es überall dort, wo die Zivilisation erste Höhepunkte erreicht hatte, also im Altertum in Südeuropa und Nordafrika, außerdem in Ostasien (China). Entwaldungen setzten in Mitteleuropa während des Mittelalters ein. Außerhalb der genannten Regionen wurden Wälder ab der Mitte der Neuzeit mit der Kolonialisierung durch europäische Nationen umgewandelt. In den USA und in Kanada kam es ab dem 19. Jahrhundert zu Rodungen größeren Ausmaßes, sowie zu erheblichen forstwirtschaftlichen Übernutzungen besonders in Kanada. In den Tropen war die Entwaldung durch die Europäer von Beginn an eher durch gezielte Umwandlung von Waldland zu Plantagen motiviert. Die Bewohner wurden von den Kolonialherren an die Peripherie verdrängt. Viele Erscheinungen der Umweltkrisen heutiger Entwicklungsländer wurzeln in dieser Politik.

### Deutschland

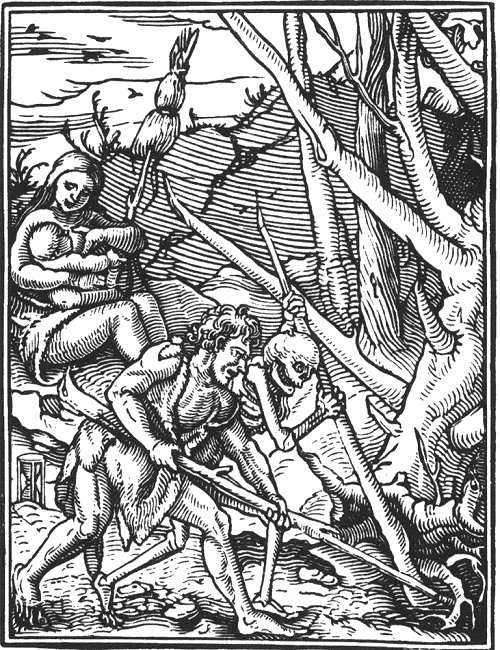
Ausschnitt aus dem Holzstich „Totentanz“ (1538) von Hans Holbein dem Jüngeren, gezeigt wird die Rodung eines Waldes zur Gewinnung von Ackerland

Unter natürlichen Umständen wären Deutschlands Landflächen annähernd vollständig mit Wald bedeckt; heute ist der bewaldete Anteil auf etwa ein Drittel geschrumpft. Dies ist im Wesentlichen auf direkte menschliche Aktivitäten (v. a. Rodungen) zurückzuführen.
Der erste Schritt zur Urbarmachung von Land bestand deshalb seit der Landnahmezeit in Mitteleuropa in der Rodung eines Waldgebietes und der Anlage einer Siedlung, in deren Peripherie sich Agrarflächen befanden. Zum Weiden wurden Tiere in den Wald getrieben.
Durch das Anwachsen der Bevölkerung wurde immer mehr Land benötigt. Durch die Pestepidemien und durch Kriege wurde die Bevölkerung jedoch vielerorts dezimiert, sodass eine natürliche Wiederbewaldung stattfand. Eine erste Verknappung von Holz zeichnete sich bereits zu Beginn des 17. Jahrhunderts ab; jedoch wuchs der Anteil der bewaldeten Fläche in Deutschland, bedingt durch den Dreißigjährigen Krieg, in den entvölkerten Gegenden wieder an. Andererseits unterblieb deshalb eine Änderung der forstlichen Praxis und die Wälder wurden regional stark übernutzt. Bauern übernutzten Wälder seit Jahrhunderten durch Waldweide und Streunutzung.
Größere Waldflächen blieben in Deutschland bis zu Beginn des 19. Jahrhunderts nur erhalten, wenn es sich bei dem betroffenen Areal um ein Jagdgebiet handelte, welches zur Erhaltung des Wildbestands unter besonderem Schutz stand. Andere Beispiele sind die Klosterwaldungen z. B. in Bayern. Viele andere Wälder wurden umgewandelt (Weinbau, Siedlungsfläche, Agrarland).
Große Mengen Holz wurden als Energieträger in Privathaushalten und der frühen industriellen Produktion benötigt, z. B. bei der Eisenerzeugung (Holzkohle-Hochöfen, Hauptartikel → Lahn-Dill-Gebiet#Holzkohle-Hochöfen), der Backsteinbrennerei, der Glasherstellung, der Salzsiederei, der Töpferei, der Gerberei, zur Herstellung von Holzkohle, von Ruß oder auch im Bergbau. Im Schwarzwald wurden bis Mitte des 19. Jahrhunderts riesige Mengen Rundholz zu Flößen gebunden und in die Niederlande exportiert, wo das Holz zum Schiffbau und zur Fundamentierung benötigt wurde.
Zum Ende des 18. Jahrhunderts waren in Deutschland nur noch wenige intakte zusammenhängende Wälder vorhanden, die Landschaft verkahlte zunehmend. Holz wurde schließlich so knapp, dass in manchen Gegenden zur Winterzeit Zaunpfähle, Treppen und alle möglichen kurzfristig entbehrlichen Gegenstände aus Holz verbrannt wurden.
Dabei sollte allerdings bedacht werden, dass in dieser Zeit das Klima in Mitteleuropa deutlich kälter als heute war (kleine Eiszeit, Gletscherhochstand 1850, Jahr ohne Sommer 1816).
Aufgrund der Holznot dieser Tage wuchs die Einsicht, dass Holzressourcen nachhaltig bewirtschaftet werden müssen. Es entstanden die Forstwissenschaft und damit verbunden neue, nicht destruktive 'nachhaltige' Formen der Waldnutzung. Entlastet wurden die Wälder vor allem durch die Umstellung der Energieerzeugung auf fossile Brennstoffe und durch das Verbot der Holzentnahme durch Private. Gleichzeitig wurden Kahlflächen aus unterschiedlichen Erwägungen heraus besonders mit Koniferen aufgeforstet, vor allem mit Kiefern und Fichten, die selbst bei Böden mit stark vermindertem Nährstoffangebot (durch Waldweide und Entnahme auch des Schwachholzes) noch ausreichend gut wachsen, aber auch relativ schnell Schlagreife erreichen. Da Holz ein wertvolles Produkt war, wurden im 19. Jahrhundert auch aus ökonomischen Erwägungen heraus Wälder gepflanzt, die man als Kapitalanlage wahrnahm (Bodenreinertragslehre). So wuchs die bewaldete Fläche in Deutschland wieder auf etwa ein Drittel des Landes an. Zeugen einer früheren Entwaldung in Deutschland durch Übernutzung sind bis heute die Heideflächen Norddeutschlands.

### Mittelmeerraum

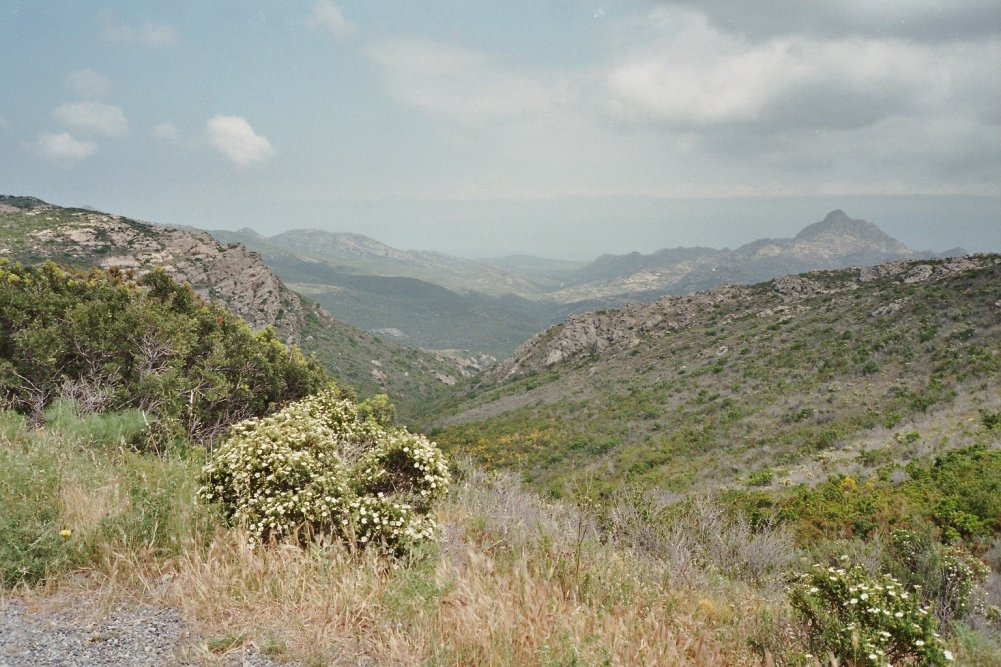
Die mediterrane Macchie ist eine durch Entwaldung geprägte Landschaft

Im Mittelmeerraum betrieben Menschen seit den ersten Tagen der Zivilisation Entwaldungen (= Rodung und Urbarmachung), vor allem um Flächen für die Landwirtschaft zu gewinnen. Große Mengen Holz wurden für den Schiffbau und zur Herstellung von Holzkohle verwendet.
Mit zunehmender Degradation der Böden büßten die ursprünglich beherrschenden Steineichen und Korkeichen ihre Konkurrenzkraft zu Gunsten der begleitenden Sträucher ein. Es entstand die Macchie, ein Buschwald mit immergrünen hartlaubigen Sträuchern, der von Natur aus ursprünglich nur auf nach Süden exponierten flachgründigen Hängen vorkäme.
Die Übernutzung wurde fortgesetzt, bis infolge weiterer Bodendegradation selbst kleine, skleromorphe Sträucher keine geeigneten Standortbedingungen mehr vorfanden und einjährige Kräuter und Gräser an deren Stelle traten (siehe auch Tragik der Allmende).
Geophyten und Orchideen gesellten sich hinzu. Mediterrane Landschaften zeichnen sich aufgrund jahrhundertelanger Übernutzung durch offene Bodenstellen und Buschland aus. Das Fehlen von Wald ist ein Charakteristikum der Kulturlandschaft, zum Beispiel in Sizilien.
Aufforstungen finden in größerem Maße erst wieder seit den 1970er Jahren statt (finanziell gefördert von der Europäischen Union), vor allem in Spanien, Griechenland und Portugal. Dabei wurden oft fremdländische Baumarten gewählt, zum Beispiel Eukalyptus.

### Vereinigte Staaten
Vor der Entdeckung Nordamerikas durch die Europäer war circa die Hälfte der Vereinigten Staaten durch Wald bedeckt. Es wird geschätzt, dass um 1600 noch etwa 4 Millionen Quadratkilometer Wald bestanden. Analog zum Bevölkerungswachstum wurde im Verlauf der folgenden 300 Jahre ein Großteil des Waldes gerodet, um Platz für eine landwirtschaftliche Nutzung zu schaffen. Für jede zusätzliche Person wurden dabei ein bis zwei Hektar neues Land kultiviert. Erst 1920 kam diese Entwicklung zu einem Stillstand, auch wenn die Bevölkerung weiter anwuchs. Von 1952 an stieg der Waldanteil sogar wieder an, da auf nicht mehr genutzten Flächen wieder neuer Wald aufkam. 1963 erreichte diese Entwicklung mit einer Waldfläche von insgesamt 3.080.000 km² ihren Höhepunkt. Seitdem ist ein stetiger Rückgang der Waldfläche zu beobachten. Dabei kommt es nach wie vor zur Abholzung der Reste der ursprünglichen Wälder sowie zu einer immer weiteren Zerschneidung der Wälder.

## Entwaldung heute

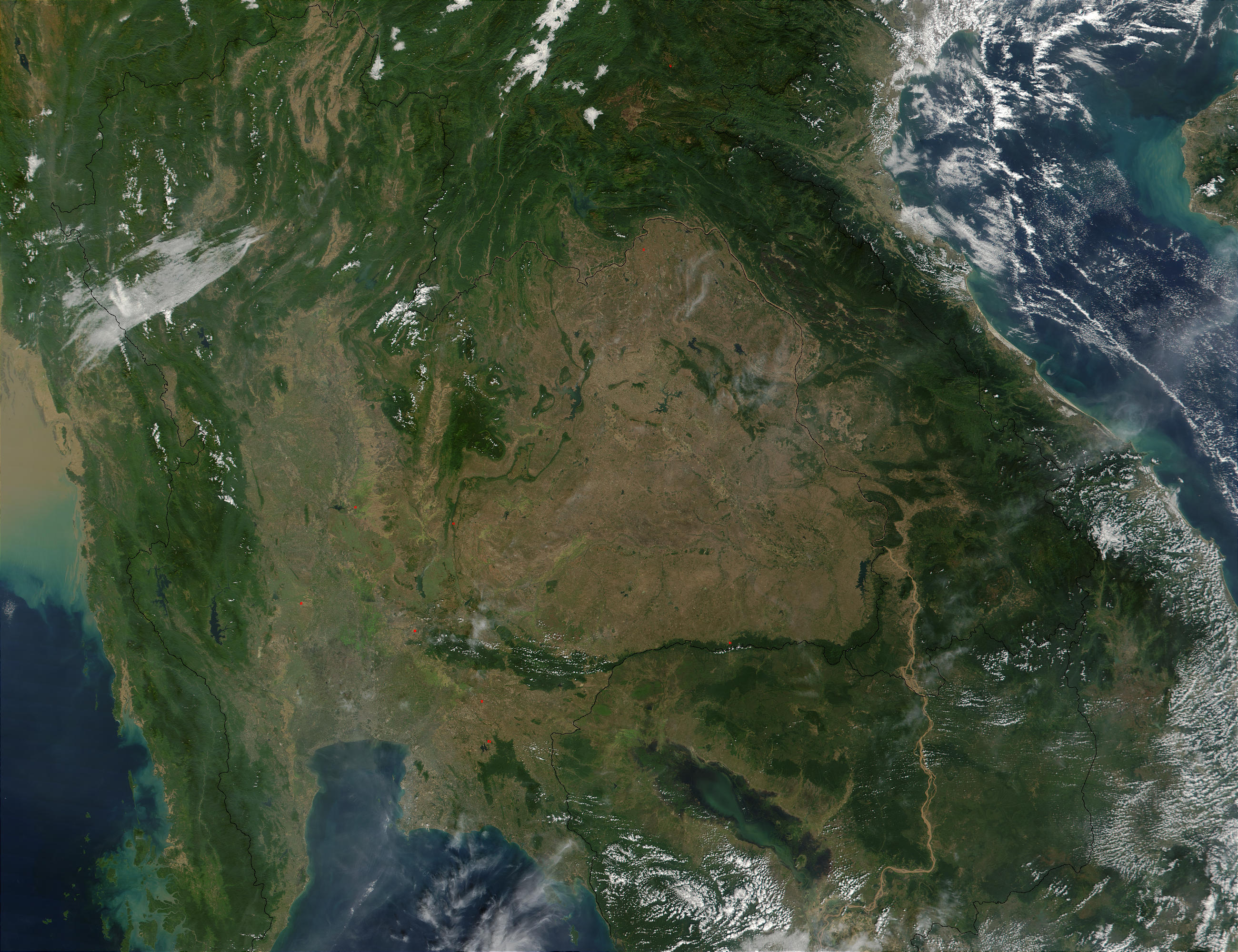
Diese Satellitenaufnahme zeigt Thailand. Braune Flächen zeigen das Fehlen von Wald an

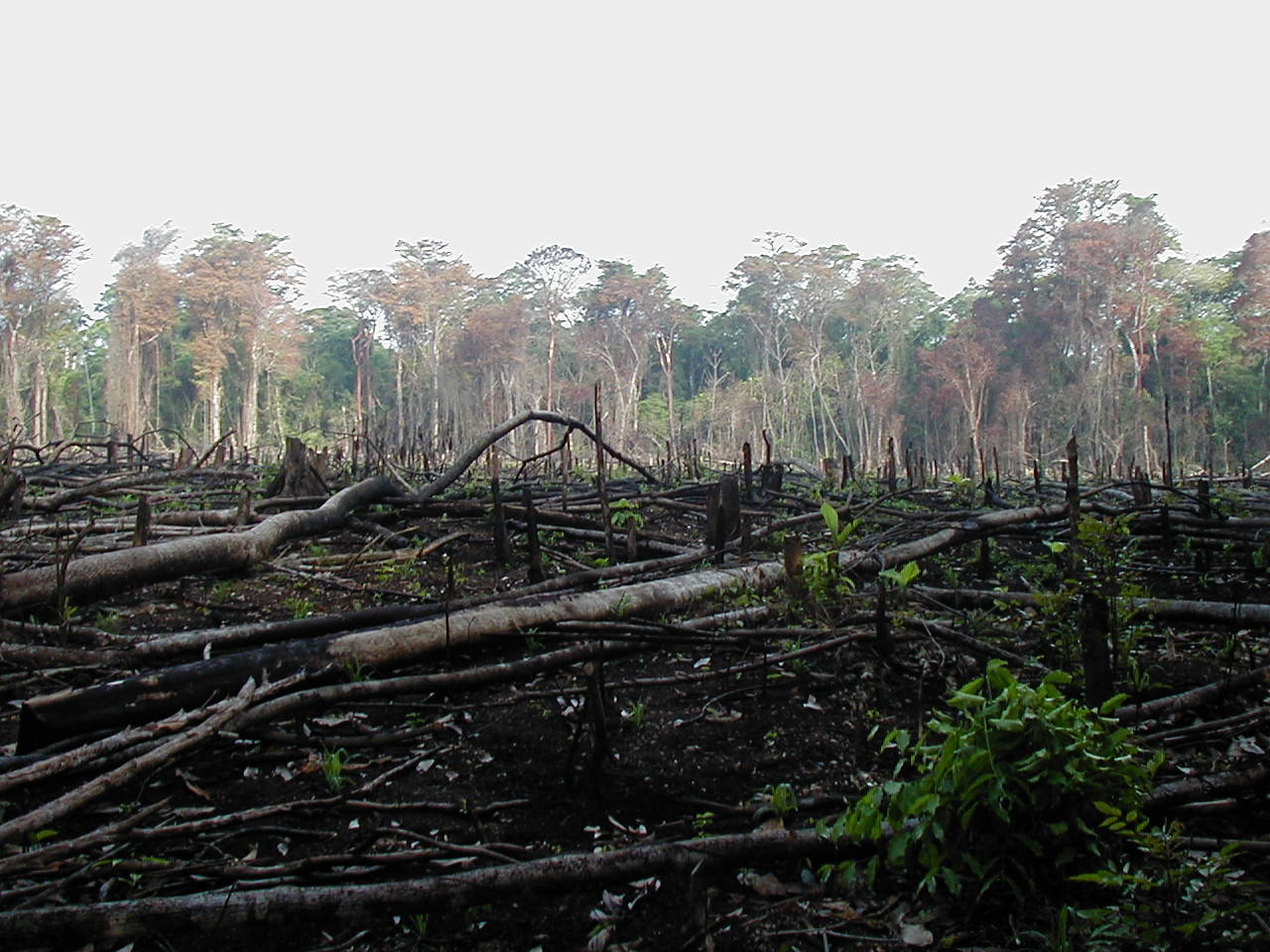
Brandrodung zur Gewinnung landwirtschaftlicher Flächen in Mexico

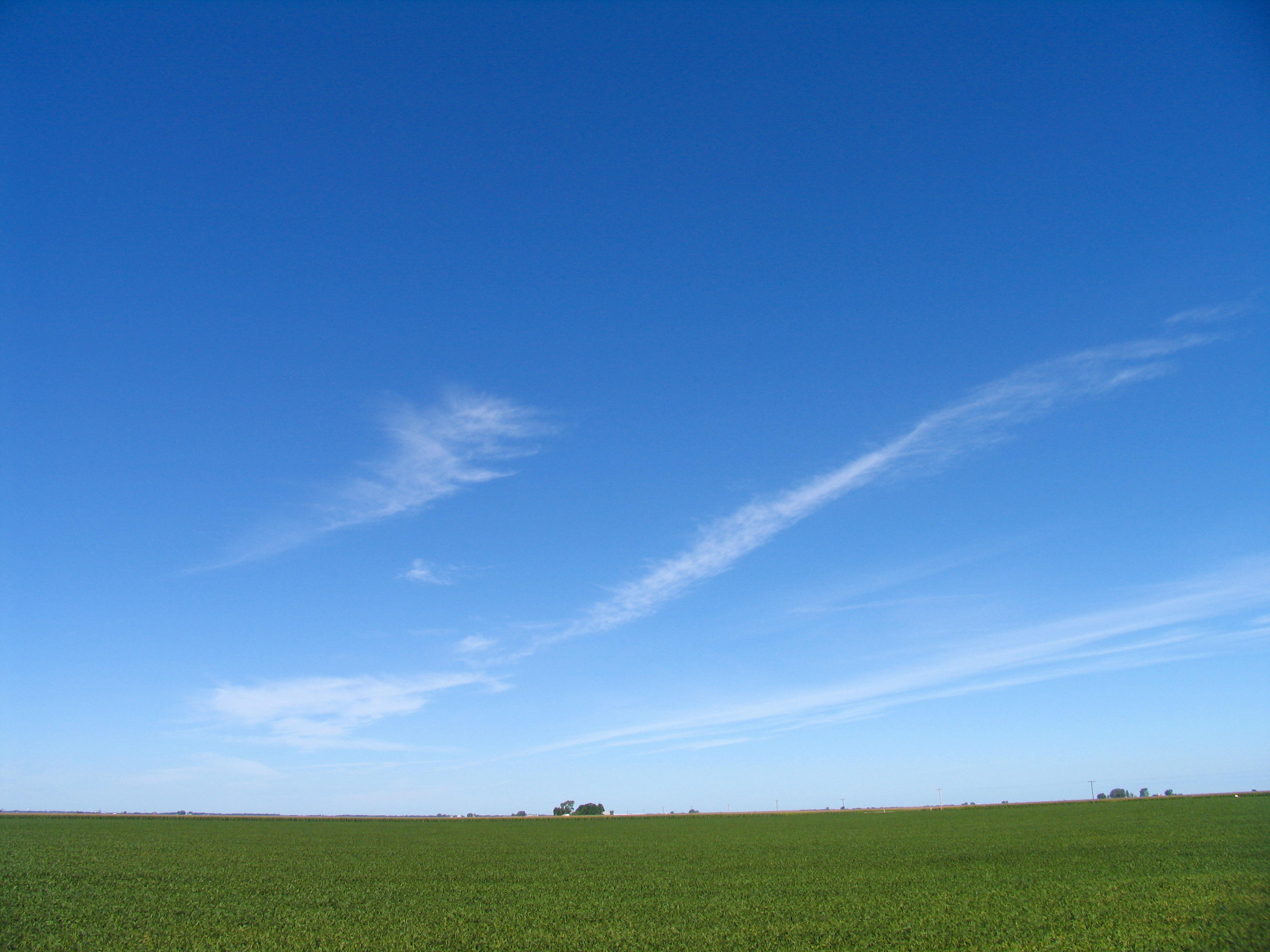
Dem Anbau von Agrarprodukten, hier von Sojabohnen, geht oft Entwaldung voraus

Entwaldung ist heute vor allem ein Problem, das Länder außerhalb Europas betrifft, besonders tropische (Regen-)Wälder. Statistiken über Entwaldungsraten in verschiedenen Ländern werden beeinflusst durch nationale Walddefinitionen. Unter Berücksichtigung von Aufforstungen und Wiederaufforstungen sind die größten Nettoverluste an Waldflächen in Lateinamerika zu verzeichnen. Dort beträgt der jährliche Verlust circa 4,3 Millionen Hektar, wobei die Entwaldung sich im Zeitraum von 2000 bis 2005 im Vergleich zu den 1990er Jahren um 500.000 Hektar pro Jahr beschleunigt hat. Brasilien weist nicht nur in der Region Lateinamerika die höchste Entwaldungsrate auf, sondern auch im Vergleich mit allen anderen Ländern der Erde. (wobei jedoch hier zu berücksichtigen ist, dass die natürliche Wiederbewaldung in die Statistik nicht miteinfloss) Ein weiterer Brennpunkt ist Südostasien, insbesondere Indonesien. In Afrika beträgt der Waldflächenverlust jährlich etwa 4 Millionen ha, wobei ein leichter Rückgang von ehemals 4,4 Millionen Hektar erfasst wurde. Hier sind der Sudan, sowie Länder des Kongo-Bassins betroffen. Darüber hinaus sind auch andere Waldökosysteme in wenigen anderen Ländern der Welt betroffen, die Entwaldungsraten dort sind jedoch verhältnismäßig gering.
Laut einer Studie der Interpol und des UN-Umweltprogramms von 2012 macht die illegale Waldrodung 50 bis 90 Prozent der Entwaldung in den tropischen Kerngebieten der Holzproduktion und 15 bis 30 Prozent der weltweiten Abholzung aus.

### Global Forest Watch
Auf Initiative des World Resources Institute entstand das weltweite Wald-Monitoringsystem Global Forest Watch, das seit 2014 im Internet für Jedermann eine vielseitige und regelmäßig aktualisierte Online-Überwachung der Wälder auf Basis einer interaktiven Weltkarte ermöglicht (Zugang siehe → Weblinks). Dort lässt sich die Entwaldungsrate an jeglichem Ort auf der Erde für verschiedene Zeiträume von 2000 bis zur Gegenwart in höchster Auflösung ermitteln. Der Laie kann allerdings kaum unterscheiden, welche Ursachen dem zugrunde liegen. So sind z. B. die immensen Entwaldungen im Norden der kanadischen Provinz Saskatchewan nicht auf Abholzungen zurückzuführen, sondern auf natürliche Waldbrände, die von Zeit zu Zeit auch in großem Ausmaß für die borealen Wälder normal sind (Eine mögliche Verstärkung durch die Globale Erwärmung wird allerdings diskutiert).

### Europa
Europa ist die einzige Region der Erde, in welcher seit Jahrzehnten eine Zunahme der Waldflächen verzeichnet wird (seit 1990 wird eine Zunahme um insgesamt 13 Millionen Hektar berechnet, Russland nicht miteingeschlossen; dies entspricht etwa der Fläche Griechenlands). Im Durchschnitt sind in Europa (ohne Russland) 31,5 % der Landfläche mit Wald bedeckt, sowie weitere 5 % mit anderen waldähnlichen Ökosystemen (diese Unterscheidung wird in Deutschland nicht angewandt, jedoch in anderen europäischen Ländern). EU-weit wurden in den Jahren 2016 bis 2018 aber im Schnitt 49 Prozent mehr Flächen abgeholzt als im Vergleichszeitraum 2011 bis 2015, die Holzentnahme stieg sogar um 69 Prozent.
Bis heute sind einige europäische Länder wenig bewaldet. Die geringsten Bewaldungsprozentsätze haben (beziehungsweise hatten bis vor wenigen Jahrzehnten) meist die ehemals großen Seefahrernationen. Auf Großbritannien (1919: 6 %, 2010: 12 %) und Irland (11 %) sind kaum mehr als 10 % der Landoberfläche mit Wald bedeckt, dasselbe gilt für die Niederlande (11 %) und Dänemark (13 %). In der Ukraine (17 %) gibt es sehr ergiebige Böden, daher herrscht dort die landwirtschaftliche Nutzung vor. Auch in Moldawien und in Ungarn dominieren andere Landnutzungsformen. Innerhalb der EU hat Malta den geringsten Bewaldungsprozentsatz.

### Russland
Die Entwaldungsrate wird in Russland auf sehr unterschiedliche Größen geschätzt, die sich auf Nettoverluste in der Höhe von 2 Millionen Hektar (Schätzung des WWF) bis hin zu Nettozuwächsen in der Höhe von 500.000 Hektar pro Jahr (Analyse der FAO) besonders seit Ende der 1990er Jahre belaufen. Staatlichen Angaben zufolge schrumpfte die Waldfläche Russlands seit 1990 jährlich um insgesamt 160.000 Hektar. Die starke Streuung der Schätzungen beruht zum einen auf Änderungen der Berechnungsgrundlagen, zum anderen auf der stark schwankenden wirtschaftlichen Gesamtlage. Die Größe des Landes bedingt sehr verschiedene lokale Situationen: Während in den unerschlossenen oder schlecht erschlossenen Gebieten große Zuwächse zu verzeichnen sind, kommt es in infrastrukturell günstiger gelegenen Gebieten zu teilweise starken, oft illegalen Übernutzungen.
Mögliche dauerhafte Versumpfungen aufgrund der verminderten Transpiration werden durch Großkahlhiebe herbeigeführt (zurzeit beträgt die erlaubte Größe 250 ha, jedoch waren bis vor wenigen Jahren auch Kahlhiebe von bis zu 2000 Hektar möglich). Hier sind in der Regel Primärwälder östlich des Ural betroffen. Punktuell finden sich Entwaldungen aufgrund von Kontaminationen (verursacht beispielsweise durch schwermetallproduzierende Betriebe auf der Kola-Halbinsel; große Mengen Schwefeldioxid werden dabei in angrenzende Wälder emittiert).

### Afrika

#### Äthiopien
Der Organisation „Mongabay“ zufolge sind heute schätzungsweise 12 % der Landfläche Äthiopiens bewaldet. Dies entspricht etwa 13.000.000 Hektar. Der Waldflächenverlust zwischen 1990 und 2005 betrage 2,1 Millionen Hektar beziehungsweise 14 % der damaligen Waldfläche. Die Hauptursache für die Entwaldung in Äthiopien in Ostafrika besteht im Bevölkerungswachstum und der damit verbundenen erhöhten Nachfrage nach landwirtschaftlichen Produkten und Feuerholz. Weitere Gründe schließen ein niedriges Bildungsniveau und ein passives Verhalten der Regierung mit ein, wobei die derzeitige Regierung allerdings Maßnahmen gegen die Entwaldung eingeleitet hat.

#### Madagaskar
Massive Entwaldung bewirkt auf Madagaskar der Organisation „Mongabay“ zufolge Desertifikation, Wasserkrisen und Bodendegradation, die auf etwa 94 % der produktiven Flächen des Landes bemerkbar seien. Die Prozesse verschärften sich nach der Unabhängigkeit von Frankreich. Die Versorgung mit Trinkwasser, Nahrungsmittel und Feuerholz kann mit dem Bevölkerungsanstieg nicht Schritt halten.

### Brasilien

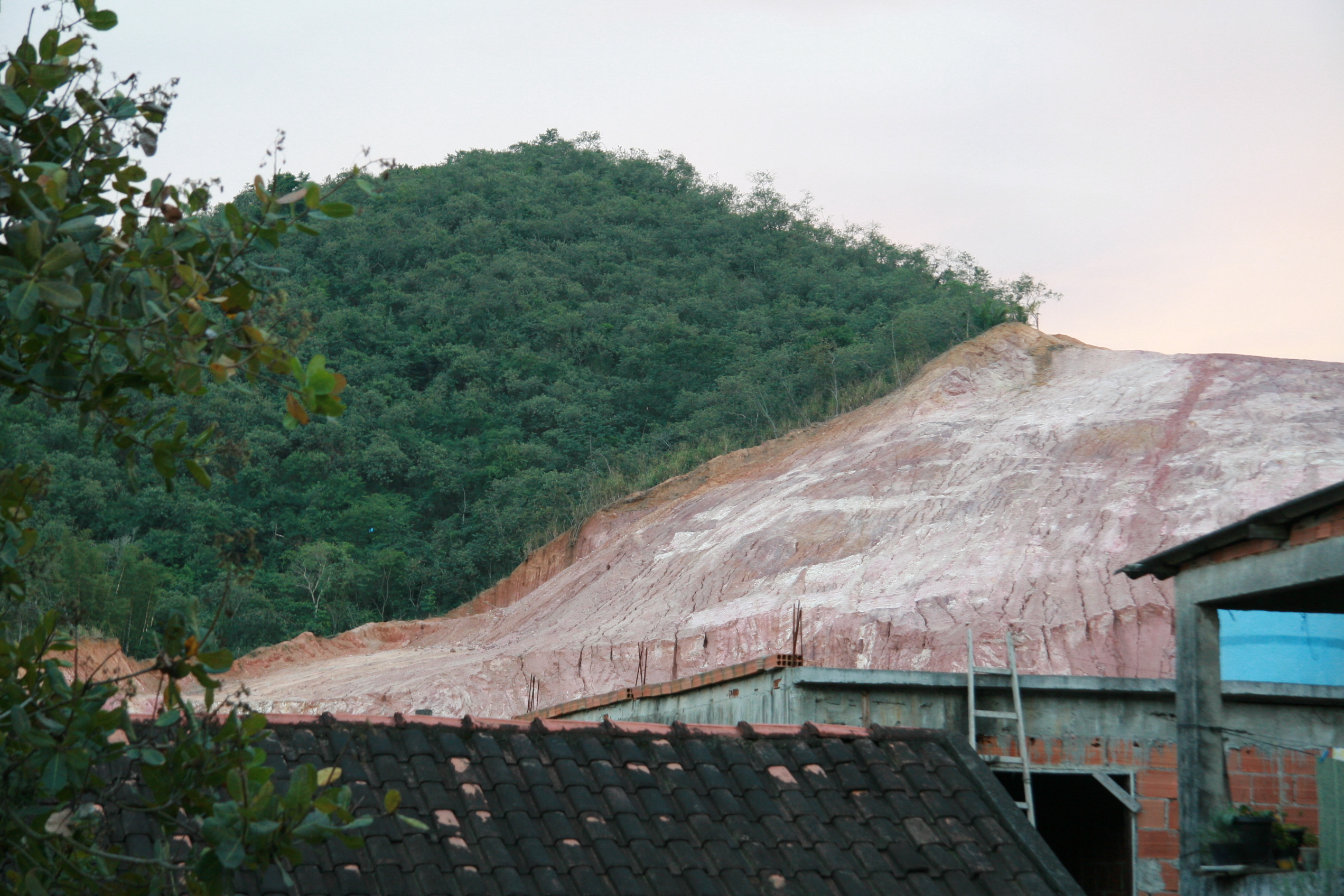
Rio de Janeiro – Folgen der Entwaldung

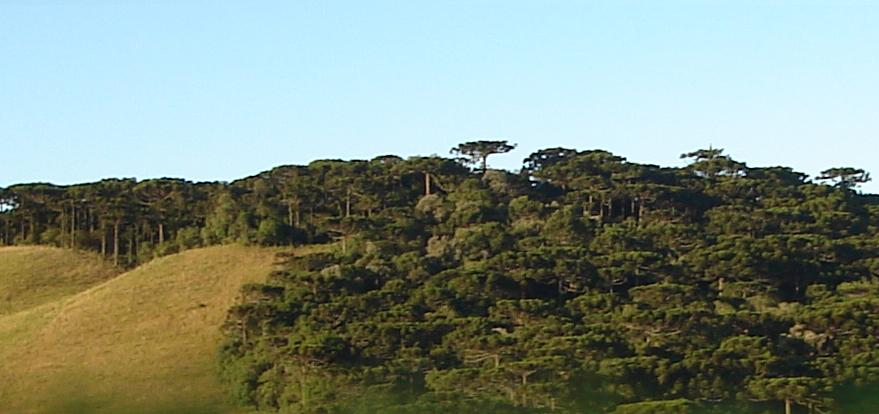
Ausschnitt aus einem Araukarienwald in Caxias do Sul

Von den Ländern Lateinamerikas ist Brasilien dasjenige, das mit am stärksten dem Bild eines Kolonien-Einwanderungslandes nach dem Beispiel zuerst der USA oder auch Australiens oder Südafrikas entspricht, mit u. a. seinem Staatsmotto („Ordem e Progresso“), seiner modernen Technologie – und dem geringen Bevölkerungsanteil von Nachfahren seiner ursprünglichen Bewohner (0,2 %). Doch nicht nur Land, Gold, Kaffee und Kautschuk waren Motive und Motoren seiner Eroberung und Erschließung – sondern auch Holz. Selbst sein Name geht auf den Pau-brasil, den Brasilholz-Baum (Caesalpinia echinata) zurück, von portugiesisch Brasa – „Glut“ und brasil – „glühend“, „glutartig“, (was die Farbe des geschnittenen Holzes beschreibt, das auch zum Färben von Stoffen benutzt wurde). Diese heute vom Aussterben bedrohte Baumart war zur Zeit der frühen Kolonisation in den – heute größtenteils zerstörten – Regenwäldern der brasilianischen Atlantikküste sehr verbreitet und lieferte ein wichtiges Ausfuhrprodukt. Nicht viel besser erging es der Brasilianischen Araukarie, die von allen Araukarien-Arten die größte wirtschaftliche Bedeutung hat. Sie ist eine Art v. a. der Höhenlagen im Süden der atlantischen Wälder, von denen ebenfalls nur noch Reste in ökologisch intaktem Zustand erhalten sind. Der Bereich der Atlantikküste war der Hauptangriffspunkt der Kolonisation und trägt bis heute den Großteil der Bevölkerung des Landes (90 %), was für die küstennahen Wälder, die u. a. auf Charles Darwin einen starken Eindruck machten, weitestgehende Zerstörung oder zumindest Degradation bedeutet hat, deren Folgen am stärksten im äquatornäheren und dem trockenen Klima Zentralbrasiliens ausgesetzten Nordosten waren.

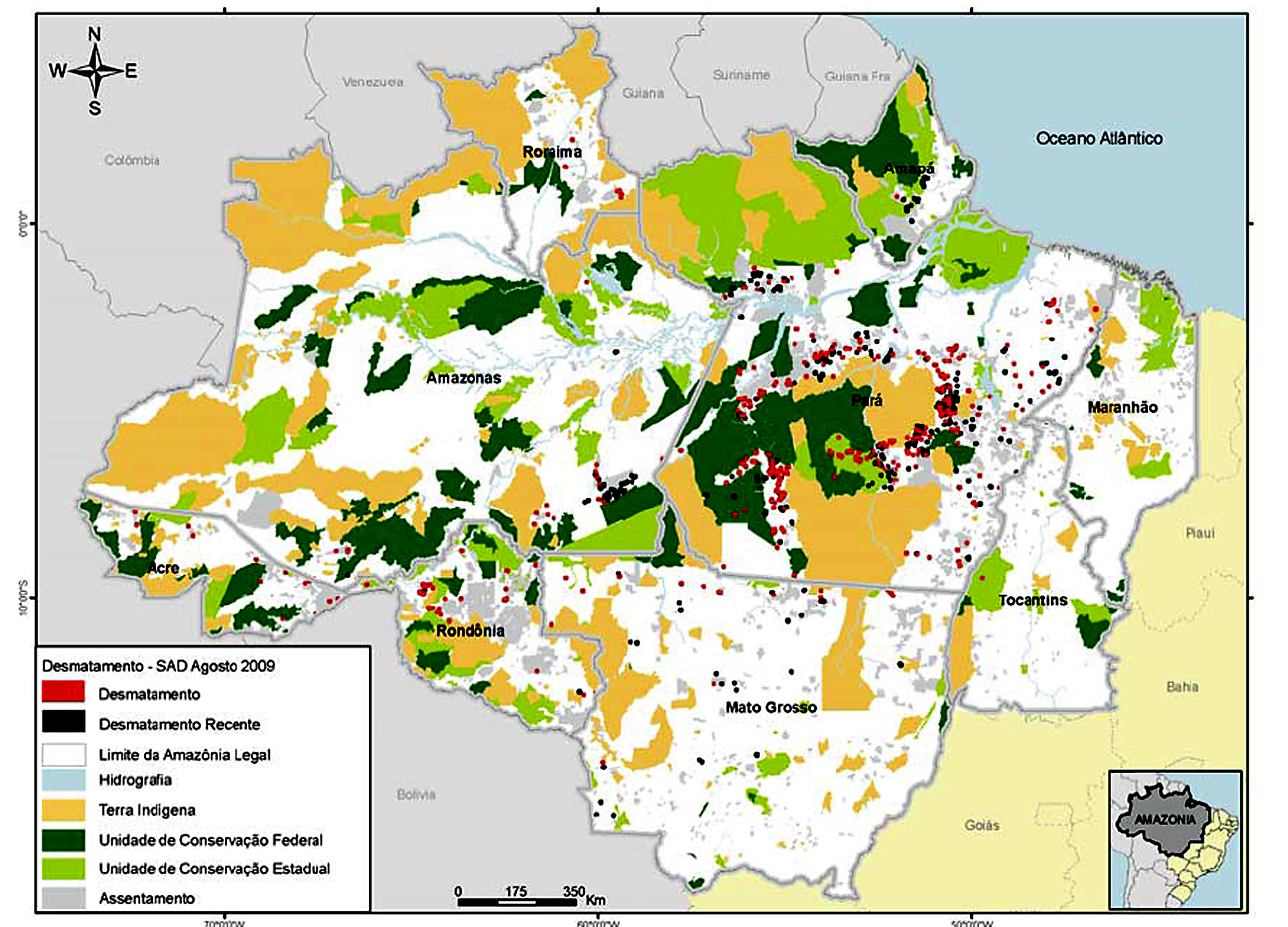
Rodung im brasilianischen Teil Amazoniens Juli 2009

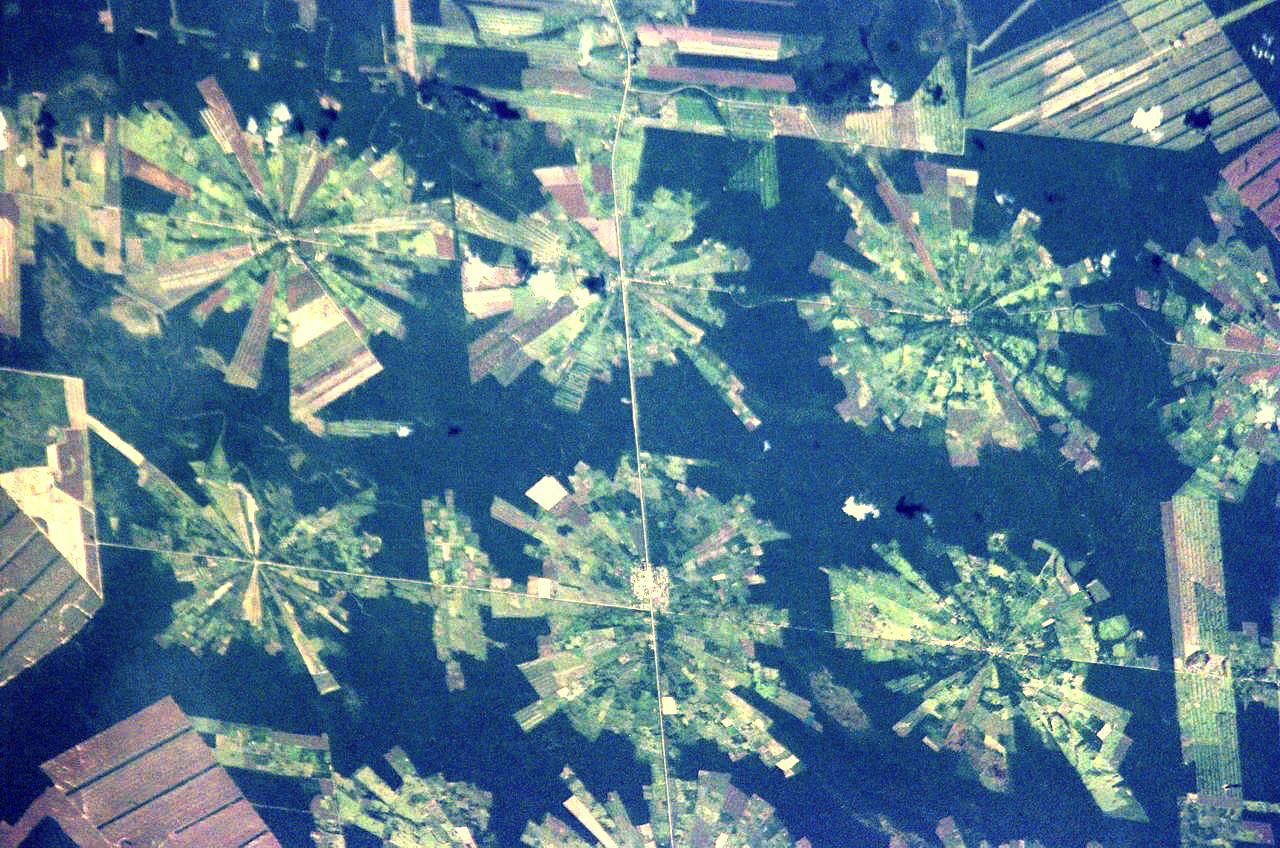
Entwaldung im Bolivianischen Tiefland (Tierras Bajas)

Brasilien hat entscheidenden und zentralen Anteil am Amazonasgebiet, dem süßwasserreichsten Tieflandbecken und größten Fluss-Regenwald-System der Erde, das auch von manchen als größtes (zusammenhängendes) (Land-)Ökosystem des Planeten betrachtet wird. Schon lange hat sich die Suche nach Edelhölzern (Mahagoni, Palisander), die immer noch stark mit Brasilien assoziiert wird, dorthin ausgedehnt. Deren mehr oder weniger unkontrollierte Ausbeutung zerstört den Amazonaswald – wenn nicht flächig, so doch ökologisch. Hauptsächlich ist die Entwaldung auf die legale, oft staatlich subventionierte Umwandlung zur Produktion von Soja oder zur Anlage von Weiden für Viehzucht (besonders Rinder), auf Infrastrukturmaßnahmen in großem Maßstab, z. B. Straßenbau (Transamazônica), Großprojekte (Carajás, Jari-Projekt), Großstaudämme (Tucuruí, Belo Monte), wilden Abbau von Bodenschätzen (garimpeiros) und die Besiedelung und Brandrodung durch landlose Bauern von außerhalb des Waldes zurückzuführen. In Brasilien hat dieses Problem eine solche Tragweite, dass letztere in einer eigenen politischen Bewegung oder Gewerkschaft, der Bewegung der Sem Terra organisiert sind.
In den letzten fünf Monaten des Jahres 2007 gingen in Brasilien 323.500 Hektar verloren, alleine im Dezember 2007 sogar 94.800 Hektar. In der Folge beriet im Januar 2008 ein Notfallkabinett der brasilianischen Regierung über Maßnahmen.
Nach drei aufeinander folgenden Jahren mit relativem Rückgang hat sich im Zeitraum August 2007 bis Juli 2008 die Abholzung des Regenwaldes im Amazonasgebiet wieder beschleunigt. So gingen in diesem Zeitraum 11.968 km² verloren; dies sind 4 % mehr als im Vorjahreszeitraum.
2005 und 2010 gab es im Amazonasgebiet außergewöhnliche Dürren. Selber eine mögliche Folge der Entwaldung, wird Trockenheit – auch noch wiederholt – jedoch im Regenwald unweigerlich die dortige, an fast tägliche Niederschläge angepasste Vegetation schädigen.
Nach vorläufigen Satellitendaten des Brasilianischen Nationalinstituts für Weltraumforschung (Instituto Nacional de Pesquisas Espaciais, INPE) die Entwaldungsrate im Zeitraum von August 2009 bis Juli 2010 mit 2.296 km² im Vergleich zum Zeitraum von August 2008 bis Juli 2009 mit 4.375 km² um 47,5 % gefallen. Nach Angaben des deutschen BMZ soll der Rückgang von 2004 (27.000 km²) bis 2010 (unter 7.000 km²) sogar 75 % betragen haben. Deutschland hat den Waldschutz in Brasilien von 1996 bis 2011 mit über 300 Mio. Euro unterstützt. Dies entspricht der größten Abnahme seit Beginn der Messungen im Jahr 1988. Setzt sich dieser Trend fort, könnte Brasilien seine Zusage, die Entwaldungsrate bis 2020 um 80 % zu reduzieren, etwa ein Jahrzehnt früher als vereinbart erfüllen. Mithin sei Brasilien das einzige tropische Land, das kontinuierlich fallende Entwaldungsraten vorweisen könne.
Kritische Stimmen merken allerdings an, dass die von der INPE erhobenen positiven Daten möglicherweise nicht der tatsächlichen Entwaldungsrate entsprechen. So handele es sich bei dem verwendeten sogenannten „Real-time Deforestation Detection System“ um ein System mit niedriger Auflösung, welches nur Rodungsfeuer detektiert, die eine Fläche von mehr als 25 Hektar bedecken. INPE-Spezialisten gaben zu bedenken, dass Farmer, um einer Entdeckung zu entgehen, nun dazu übergegangen sein könnten, kleinflächigere Brandrodungen durchzuführen. Darüber hinaus wurde von einer starken Zunahme der Flächenbrände im August 2010 berichtet. Ferner wird vermutet, dass die aktuelle Weltwirtschaftskrise und die damit verbundene gesunkene Nachfrage nach Rohstoffen wie Sojabohnen und Rindfleisch, ebenfalls zur positiven Entwicklung bei der Entwaldungsrate beigetragen habe. Daher ist es ungewiss, ob Brasilien einem erneuten Anstieg der Entwaldungsrate entgegenwirken kann, wenn die Rohstoffpreise wieder anziehen.
Zwischen August 2017 und Juli 2018 hat die Abholzung mit 7.900 km² den höchsten Stand seit 2008 erreicht. Im letzten Jahr sank sie noch um 16 % auf knapp 7.000 km². Im Kalenderjahr 2018 betrug die Abholzung 13.000 km², zwischen August 2020 und Juli 2021 insgesamt 13.235 km². 2012 war mit 4.500 km² das Jahr mit der geringsten Entwaldung. 2004 wurden von der damaligen Regierung Maßnahmen gegen die Abholzung beschlossen.
Die Verluste stiegen weiterhin rasant, im Gesamtjahr 2018 betrugen sie bereits 13.000 km². Im Juli 2019 stellten INPE-Beobachtungen die Abholzung von mehr als 1.800 km² innerhalb eines Monats fest. Die der Holzwirtschaft und den Minenbetreibern zugewandte neue Regierung von Jair Bolsonaro bezweifelte daraufhin die Aussagekraft der angewendeten Messmethoden. Umweltminister Ricardo Salles kündigte an, künftig private Dienstleister mit der Überwachung beauftragen zu wollen. Nach Angaben der brasilianischen Weltraumagentur INPE wurden im November 2019 insgesamt 563 Quadratkilometer Wald vernichtet. Die Entwaldung stieg damit um 104 Prozent im Vergleich zum Vorjahreszeitraum. Brasilien hat in den ersten vier Monaten des Jahres 2022 69 % mehr Regenwald im Amazonasgebiet abgeholzt als im Vorjahreszeitraum.

### Indonesien

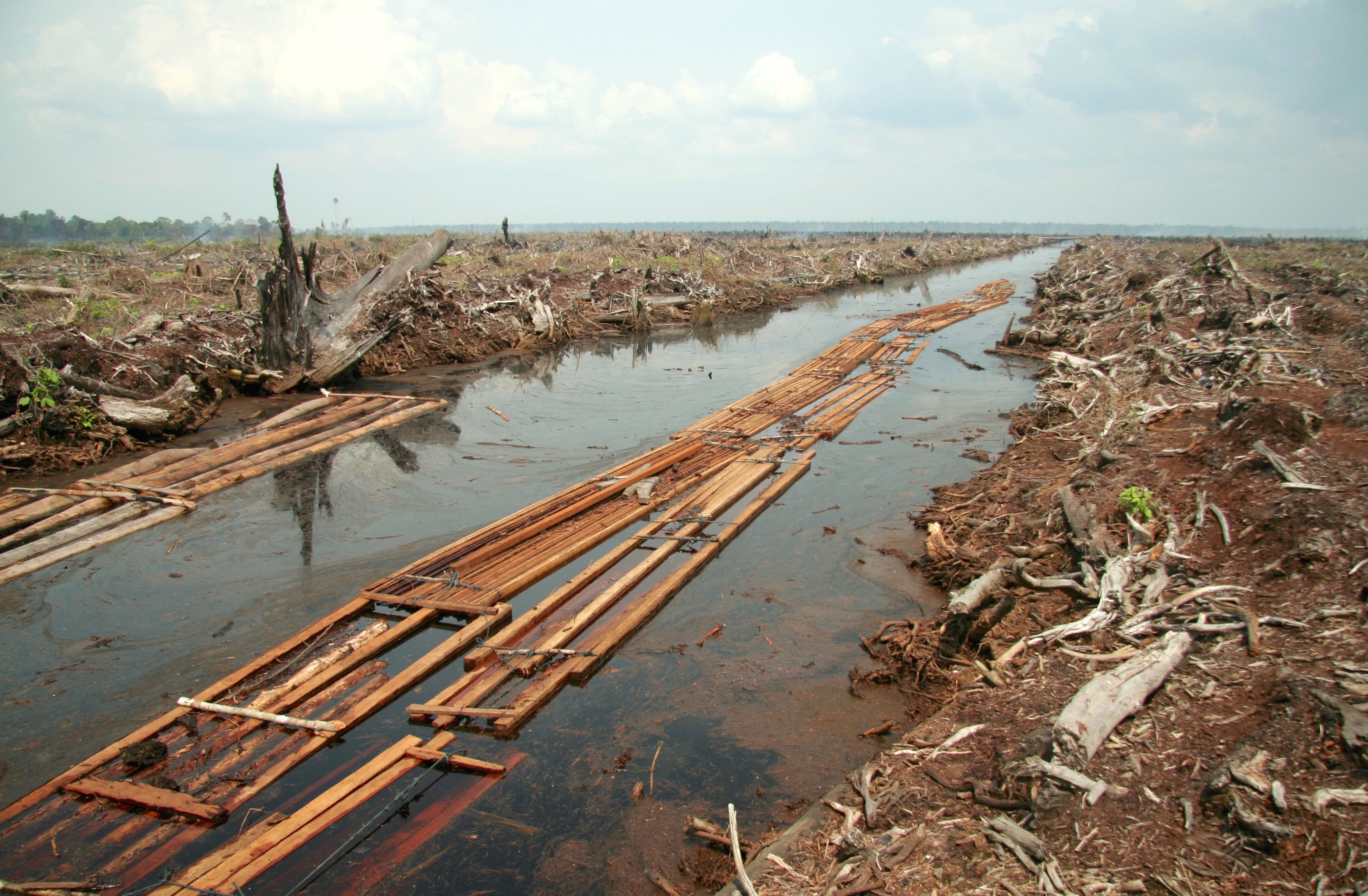
Abholzung in Riau, Sumatra, Indonesien

Jährlich werden in Indonesien Wälder von etwa 1,5 Millionen ha bis 1,8 Millionen ha vernichtet. Der letzte intakte tropische Regenwald Asiens in Westneuguinea ist insbesondere durch illegalen Holzeinschlag gefährdet (Indonesien ist der weltweit größte Erzeuger von Merbau).
Die CO2-Emissionen Indonesiens, des viertgrößten Emittenten weltweit, sind zu 80 % auf Entwaldung zurückzuführen. Insbesondere Torfbrände tragen hierzu bei. Prognosen des Umweltprogrammes der Vereinten Nationen zufolge werden bis zum Jahr 2022 98 % der Wälder degradiert oder verschwunden sein.
Die Rodung des Regenwalds wird verstärkt durch die Förderung der Verwendung von Palmöl als Mineralölersatz.

## Folgen

### CO2-Emissionen

Pro-Kopf-CO_{2}-Emissionen aus Entwaldung für die Nahrungsmittelproduktion

Bäume betreiben oxygene Photosynthese und benötigen zum Wachstum das CO2 der Luft. Wälder sind aus diesem Grund die größten CO2-Speicher auf der Landoberfläche der Erde. Aus diesem Grund wirkt Entwaldung als CO2-Quelle (unmittelbare Freisetzung bei Brandrodung oder bei Drainage, verzögerte Freisetzung bei einer vorangehenden stofflichen Nutzung des Holzes). Gleichzeitig können Wälder auch zur CO2-Sequestrierung beitragen. Eine Kompensation der durch die Entwaldung verursachten Emissionen im Rahmen der Landnutzung ist nur durch Aufforstungen möglich, und auch nur unter bestimmten Bedingungen.

#### Entwaldung als CO2-Quelle
Zum Umfang der durch die weltweite Entwaldung erzeugten Kohlenstoffdioxidemissionen kursieren unterschiedliche Zahlen, die das Resultat uneinheitlicher Berechnungsmethoden sind. Der vierte Bericht des Weltklimarates aus dem Jahr 2007 beziffert diesen Anteil für das Jahr 2004 auf 17,3 Prozent. Das Max-Planck-Institut für Meteorologie geht davon aus, dass ein Drittel der menschengemachten CO2-Emissionen im Zeitraum 1850–2000 auf Entwaldung zurückzuführen sind. Anderen Quellen zufolge sind 20 bis 25 Prozent aller weltweiten anthropogenen CO2-Emissionen auf Entwaldung zurückzuführen. Dies entspricht mehr als 7 Milliarden Tonnen. In den Jahren 2000–2005 wurde die Menge des in Wäldern gebundenen Kohlenstoffs um jährlich 1,1 Gigatonnen netto reduziert, was CO2-Emissionen von 4 Gigatonnen entspricht. Aufforstungen, die natürliche Ausweitung von Wäldern und Nettozuwächse des Holzvorrates in Wäldern einiger Länder (vornehmlich auf der Nordhalbkugel der Erde) stehen den Kohlenstoffdioxid-Emissionen entgegen.
Verursacht werden diese Emissionen im Falle der Brandrodung direkt durch das Abbrennen von Wald, teilweise mitsamt dem im Boden gespeicherten Kohlenstoff. Wird eine Entwaldung dagegen durch Kahlhieb oder Übernutzung herbeigeführt, so wird das Holz des Waldes zunächst stofflich verwertet. In diesem Falle gelangt der darin gespeicherte Kohlenstoff erst wieder in den globalen Kohlenstoffkreislauf, sobald das aus dem Holz erzeugte Gut zum Beispiel als Brennholz (in kurzem zeitlichen Abstand vom Einschlag), als Altholz oder Altpapier verfeuert wird.
Aber auch der im Boden gespeicherte Kohlenstoff wird nach Kahlhieben als CO2 freigesetzt: Durch die Entfernung der Waldschicht wird dem Boden mehr Energie in Form von Strahlung zugeführt. Dies regt die Tätigkeit von Mikroorganismen im Boden an, die den organischen Kohlenstoff metabolisch verbrennen (dissimilieren). Dieser Prozess wird gefördert durch die Drainage von Wäldern.

#### Wälder als CO2-Senken
Als Kohlenstoffsenken fungieren nur Wälder, in welchen eine Nettoproduktion zu verzeichnen ist. In sehr alten Wäldern findet jedoch kein Nettozuwachs mehr statt. Dort halten sich Zerfallsprozesse (bei denen CO2 freigesetzt wird) und die Fixierung von CO2 aus der Luft die Waage. Die Menge des in einem solchen Wald gespeicherten Kohlenstoffes schwankt dann um einen Mittelwert in annähernder Höhe des Maximalwertes, solange keine Störung im System auftritt (Naturkatastrophen, menschliches Eingreifen).
Durch Aufforstungen kann somit CO2 sequestriert werden. Eine stoffliche Nutzung entzieht der Atmosphäre CO2 auf eine relativ lange Zeit. Der Wachstumsdynamik von Wäldern folgend kann – eine stoffliche Nutzung vorausgesetzt – so theoretisch auf einer Fläche derselben Größe durch konstante Nutzung langfristig mehr CO2 gebunden werden, als in einem alten Wald gespeichert ist. Aus diesem Grunde wird seit einiger Zeit die Möglichkeit der Anrechnung von Holzprodukten in der Bilanzierung im Rahmen des Kyoto-Nachfolgeprotokolls gefordert.
Der Kohlenstoff ist durchschnittlich zu 68 % in der Biomasse der Vegetation, zu 17 % im Waldboden in der Form von Humus, sowie in Totholz gespeichert. Die Anteile variieren je nach Waldgesellschaft. So weisen boreale Wälder oft mächtige Auflagen organischen Materials über dem Waldboden auf. Auch die Menge von Totholz in einem Wald kann sehr unterschiedlich sein und ist das Ergebnis forstwirtschaftlicher Entscheidungen, beziehungsweise der Nachfrage nach normalerweise minderwertigen Holzsortimenten.

### Ökologie
Die genauen Konsequenzen der Entwaldung sind abhängig von der nachfolgenden Landnutzungsform. Oft wird auf den entwaldeten Flächen intensive Landwirt- oder Forstwirtschaft in Plantagenform betrieben. In Frage kommt jedoch prinzipiell jede Form einer aus einzelbetrieblicher Sicht rentableren Landnutzung. Die Veränderung der Artenvielfalt ist von der neuen Nutzungsform abhängig: So fördern traditionelle Wirtschaftsformen die Biodiversität, während die meisten modernen Formen eine deutliche Verringerung bewirken.
Zurückbleiben können neben artenarmen anthropogenen Ökosystemen mittel- bis langfristig auch Kahlflächen, die anfällig für wüstenbildende Prozesse sind. Dies kann durch nicht nachhaltige Bewirtschaftung erfolgen, und auch insbesondere dann, wenn eine nachfolgende Nutzung des Landes nicht geplant ist, also die Entwaldung primär durch die Nutzung des Holzes motiviert war oder, in selteneren Fällen, durch ein natürliches Katastrophenereignis herbeigeführt wurde. Die Wüstenbildung wird auf verbleibenden Kahlflächen durch Erosion eingeleitet.
Weitere Folgen der Entwaldung können neben Artenverlust und Wüstenbildung auch Überschwemmungen sein, die dadurch begünstigt werden, dass durch die fehlende Waldvegetation auch keine Interzeption stattfinden kann: In Baumkronen verbleibt ein großer Teil des Regenwassers und verdunstet, ohne je bis auf die Erde zu gelangen. Auch die Transpiration, also der Transport von Wasser aus dem Boden von den Baumwurzeln bis zu den Blättern, ist bei Wäldern höher als bei anderen Landnutzungsformen, weil in Wäldern wesentlich mehr photosynthetisch aktive grüne Biomasse vorzufinden ist. Durch Verdunstung über die Blätter, die Evapotranspiration, wird Wasserdampf gebildet, der in die Atmosphäre aufsteigt. Der dadurch verursachte Kühleffekt am Boden ist für das lokale Klima wichtig, trägt aber auch zur Abmilderung des globalen Temperaturanstiegs bei.
Erdrutsche werden auf entwaldeten Hängen wahrscheinlicher, da Bäume mit ihrem oft tiefgreifenden Wurzelwerk sehr zur Stabilisierung des Bodens beitragen. Darüber hinaus führt Entwaldung meist zu einer Verschlechterung der Trinkwasserversorgung und einer verminderten Reinigung der Atmosphäre.

### Sozio-ökonomische Folgen
Wälder im Allgemeinen, und Primärwälder im Besonderen sind wenig rentabel. Wenn diese Wälder in Plantagen umgewandelt werden, oder andere Landnutzungsformen wie Tagebau ermöglicht werden, ist damit zunächst eine Erhöhung der Wertschöpfung, und somit die Schaffung von Arbeitsplätzen und Volkseinkommen verbunden, ferner die Entwicklung von Infrastruktur und ländlichen Regionen. Die Nachhaltigkeit der Effekte hängt vor allem von den Ressourcen des Bodens beziehungsweise des Gesteins ab, aber auch von der Praxis der Bewirtschaftung. Plantagen müssen, um langfristig produktiv sein zu können, künstlich mit Nährelementen versorgt werden, damit der Entzug von Nährstoffen durch die Ernte der Produkte ausgeglichen werden kann.
Mit dem ökonomischen Wandel werden jedoch die bestehenden gesellschaftlichen Strukturen einem Umbruch ausgesetzt. Zudem besitzen Wälder einen hohen kulturellen Wert. Dies betrifft besonders indigene Stammesvölker wie die Fayu auf West-Papua, für die der tropische Regenwald die wichtigste Lebensgrundlage darstellt.
Mit den ökologischen Folgen der Entwaldung sind aus umweltökonomischer Sicht mittel- bis langfristig volkswirtschaftliche Einbußen verbunden und der Verlust hoher Werte, die jedoch nicht genau beziffert werden können. Die Verursacher der Entwaldung müssen keinen Ausgleich für die Schäden leisten, die sie der Allgemeinheit aufbürden (Externalisierung der Kosten).
Die Zerstörung unberührter Wälder durch Abholzung, Bergbau, Straßenbau durch abgelegene Orte, rasche Verstädterung und Bevölkerungswachstum bringt Menschen in Kontakt mit wilden Tierarten, von denen Krankheitserreger auf menschliche Gemeinschaften überspringen können. Die Gefahr von seuchenartigem Auftreten ist auch bei einigen Zoonosen gegeben.

## Gegenmaßnahmen
Es ist seit den Beschlüssen der Agenda 21, dem Kerndokument der Konferenz für Umwelt und Entwicklung der Vereinten Nationen (UNCED) in Rio de Janeiro (1992), das erklärte Ziel von 179 Staaten, die Entwaldung zu bekämpfen (Agenda 21, Kapitel 11). Grundsätzlich existieren zwei Ansätze, um den negativen Folgen der Entwaldung entgegenzuwirken: Die Verhinderung von Entwaldung, oder Aufforstung.
Da beabsichtigte Landnutzungsänderungen regelmäßig ökonomisch motiviert sind, werden von Stakeholdern zunehmend finanzielle Anreize favorisiert. Die Kosten zur Reduzierung der Entwaldung werden von FERN, bezogen auf den Wissenschaftler Stern, auf etwa 5 Milliarden USD taxiert. Diskutiert werden Abgaben auf jedes Barrel gehandelten Erdöls, sowie die konsequente Anwendung und Anpassung des CO2-Handels.
Im August 2020 zeigten Forscher, dass ca. 300 Mio. Menschen auf „tropical forest restoration opportunity land“ leben.

### Entwaldung verhindern
Um der ungewollten Entwaldung durch inadäquate Holz- oder Landnutzung entgegenzuwirken, können Maßnahmen gefördert werden, die die Nachhaltigkeit von Forstwirtschaft erhöhen. Dazu zählen technische und informationelle Maßnahmen, Bildung und Fortbildung und die Stärkung administrativer Strukturen. Ein Beispiel für eine technische Maßnahme sind agroforstliche Systeme: Auf alten nährstoffarmen Böden der tropischen Regenwälder wie Latosolen ist es in der Regel unmöglich, eine europäisch geprägte Landwirtschaft über lange Zeit zu praktizieren. Schon nach etwa 5 Jahren sind die Böden so ausgelaugt, dass keine Feldfrüchte mehr wachsen. Die Folge ist Wanderfeldbau, Brandrodung und weitere Entwaldung. Durch die Produktion von Nahrungsmitteln unter der Baumschicht lässt sich der Wald über viele Generationen nutzen, ohne ihn zu zerstören.
Zudem muss ein effektiver Gesetzesvollzug gewährleistet werden, um dem Illegalen Holzeinschlag entgegenwirken zu können. Dies umfasst gesetzliche Maßnahmen zur Bekämpfung des internationalen Handels mit illegalem Holz (FLEG-Programme, in Deutschland gab es eine Initiative für ein Urwaldschutzgesetz). Daneben muss die lokale Bevölkerung über Alternativen zur Feuerholznutzung aufgeklärt werden. Die Verbreitung der Kenntnis zur Herstellung von Solarkochern aus örtlich vorhandenen Mitteln ist hier zu nennen.
Die europäische Holzhandelsverordnung reguliert schon seit längerem den Vertrieb von Produkten, die zur weltweiten Entwaldung und Waldschädigung beitragen. Dies sind neben Holz und Papier auch Kakao, Kaffee, Soja und Rinder. Die europäische Entwaldungsverordnung schützt darüber hinaus auch arbeitsrechtliche und menschenrechtliche Aspekte und verpflichtet alle Händler und Marktteilnehmer zur Garantie der Entwaldungsfreiheit. Ein-, Ausfuhr und Handel von Produkten, die zur Waldschädigung oder Entwaldung beigetragen haben, ist somit ab 2025 verboten und kann neben zivilrechtlichen Folgen zu einer Verwaltungsstrafe in der Höhe von bis zu 4 % des weltweiten Umsatzes führen.
In Frage kommen außerdem finanzielle Anreize, die die Umwandlung von Wald in kurzfristig rentablere Landnutzungsformen unattraktiv machen. Dies können Entschädigungszahlungen in Analogie zum Wasserentnahmeentgelt sein (der für Einkommenseinbußen des Waldbesitzers durch von ihm unterlassene Managementmaßnahmen an diesen bezahlt wird). Hierzu wurde auf der 13. UN-Klimakonferenz, die vom 3. bis zum 15. Dezember 2007 auf Bali stattfand, die Forest-Carbon-Partnership-Facility ins Leben gerufen. Dies ist ein Fonds der Weltbank, in welchen Industrieländer freiwillig einbezahlen. Aus diesem Topf erhalten bestimmte Länder Geld für den Erhalt von Wäldern. Deutschland plante, in diesen Fonds 60 Millionen Dollar, andere Staaten noch einmal mehr als 100 Millionen einzuzahlen.
Ein anderer Ansatz ist die Steuerung der Nachfrage nach auf den umgewandelten Flächen produzierten Gütern wie Palmöl durch Marktinstrumente, zu welchen auch die Zertifizierung nachhaltiger Forstwirtschaft sowie Verbraucherinformationen zählen. Die EU arbeitet auch an einem Import-Verbot von Waren, für deren Produktion Wälder zerstört wurden. Chancen bietet auch die nachhaltige, regionale Nutzung von Nicht-Holz-Produkten des Waldes (Pilze, Beeren, Dienstleistungen). Sie bietet der einheimischen Bevölkerung eine Lebensgrundlage und dient somit dem Schutz eines intakten Waldökosystems.
Die Umweltorganisation Rettet den Regenwald ruft zu einem umweltbewussteren Konsum von Holzprodukten auf, wie etwa zur Beschränkung des Papierverbrauchs sowie zum Kauf von Recycling-Papier und möglichst haltbaren, hochwertigen Möbeln aus heimischen Hölzern.
Ein gibt auch Waldbesetzungen. Große Aufmerksamkeit erhielt die Räumung des Hambacher Forsts 2018.
Insgesamt ist aber auch ein ganzheitlicher Ansatz notwendig, um der Entwaldung entgegenzuwirken, da sie außerdem durch Armut, strukturelle Defizite und die Zunahme der Bevölkerungsdichte bedingt ist.

### Internationale, nationale und subnationale Policies
Zu politischen Maßnahmen zum Schutz von Wäldern gehören Informations- und Bildungsprogramme, wirtschaftliche Maßnahmen zur Steigerung der Erträge aus genehmigten Aktivitäten und Maßnahmen zur Erhöhung der Effektivität von "Forsttechnikern und Forstmanagern". Es wurde festgestellt, dass Armut und landwirtschaftliche Pacht wichtige Faktoren der Entwaldung sind. Akteure bzw. Entscheidungsträger im In- und Ausland könnten politische Maßnahmen entwickeln und umsetzen, deren Ergebnisse sicherstellen, dass wirtschaftliche Aktivitäten in kritischen Wäldern mit ihrem wissenschaftlich robust zugeschriebenen Wert–aufgrund ihrer Ökosystemleistungen, der Abschwächung des Klimawandels und anderen Zwecken–vereinbar sind.
Solche Policies könnten die Entwicklung ergänzender technischer und wirtschaftlicher Mittel nutzen und organisieren – einschließlich einer geringeren Rindfleischproduktion, eines geringeren Rindfleischverkaufs und eines geringeren Rindfleischkonsums (was auch für die Eindämmung des Klimawandels von großem Nutzen wäre), eines höheren Niveaus bestimmter anderer wirtschaftlicher Aktivitäten in solchen Gebieten (wie Wiederaufforstung, Waldschutz, nachhaltige Landwirtschaft für bestimmte Klassen von Lebensmitteln oder etwa quartäre Arbeit im Allgemeinen), gesetzliche Produktinformationsanforderungen, Praxis- und Produktzertifizierungen und Ökotarife, zusammen mit der erforderlichen Überwachung, Verkaufs- oder Importregulierungen und Rückverfolgbarkeit. Durch die Einführung, Durchsetzung und Veranlassung solcher Maßnahmen könnte beispielsweise ein weltweiter Ausstieg aus der Abholzung aufgrund von Rindfleisch erreicht werden. Mit Policy-Sequencing Frameworks können bestehende oder hypothetische Policies in einer sequentiellen Reihenfolge angeordnet werden, was eine komplexe polyzentrische Governance zur Erreichung von Zielen wie einer ausreichenden Abschwächung des Klimawandels, wie sie z. B. mit dem Pariser Abkommen beschlossen wurde, und einer vollständigen Beendigung der Entwaldung bis 2030 – wie auf der UN-Klimakonferenz in Glasgow 2021 beschlossen – besser ermöglicht.

### Aufforstungen und Wiederaufforstungen
Das Kyotoprotokoll ermöglicht es Industriestaaten, durch Aufforstungsmaßnahmen in Entwicklungsländern die eigene CO2-Bilanz zu verbessern. In den Tropen ist die Fixierung von bis zu 15 t Kohlenstoff pro Hektar und Jahr möglich.
Gegen Aufforstungen sprechen einige Aspekte, darunter die Konkurrenz mit der Landwirtschaft um Wasser und Anbaufläche und somit auch der Nahrungsmittelproduktion. Der ökologische Wert gepflanzter Wälder, besonders im Falle plantagenartiger Bewirtschaftungsformen, ist relativ gering.
Die weltweit mit weitem Abstand größten Anstrengungen zur Aufforstung unternahm China mit seinem Projekt der Grünen Mauer. Seit dem Jahr 2000 wurden über 4 Millionen Hektar Wald gepflanzt. In China ist besonders die Erosion seit Jahrhunderten ein bekanntes Problem. An zweiter Stelle folgt Spanien mit knapp 300.000 Hektar. Hintergrund sind hier auch Förderprogramme der EG. Spanien ist stark von Desertifikationsprozessen betroffen: 1991 waren der spanischen Naturschutzbehörde ICONA zufolge 1 Million Hektar bereits verwüstet, und 18,1 % des Landes (9 Millionen Hektar) stark von Erosion betroffen.
Aufgeforstete Waldflächen und die entsprechende Anzahl an Bäumen sind im Vergleich zu den jährlich entwaldeten Gebieten eher unwesentlich und das Schützen bestehender Wald-Ökosysteme wird von Wissenschaftlern priorisiert.